# Americana/Folk Albums
De Americana/Folk Albums (voorheen Folk Albums) is een hitlijst die gepubliceerd wordt door Billboard. De lijst omvat statistieken van Americana en folkalbums die populair zijn in de Verenigde Staten. De gegevens zijn gebaseerd op verkoopcijfers, die samengesteld zijn door Nielsen SoundScan.